# Mimi Brănescu
Mimi Brănescu, de nom real Cornel Mihai Brănescu (n. 31 de març de 1974, Lehliu, comtat de Calarasi), és un guionista, dramaturg i actor de cinema, televisió, escenari i veu romanesa.

## Biografia
Va estudiar interpretació a la Universitat de Teatre i Cinematografia de Bucarest, a la classe Olga Tudorache, promoció de l'any 2000.

## Dramaturg
També va començar la seva carrera com a jove dramaturg amb l'obra Bigudiuri, estrenada l'any 2004 al Teatre Nottara de Bucarest.
També va escriure altres obres que es van representar al Teatre Act de Bucarest, com ara "Flori, fete filme sau băieți" (Act Theatre, Bucarest), "Dumnezeul de a doua zi" (Comèdia Teatre, Bucarest), "Dacă ăla e cu aia, ai'a lui cu cine-o fi?" (Teatre Jove de Piatra Neamț).

## Filmografia

### Rols
- Filantropica (2002)
- Un cartuș de Kent și un pachet de cafea (2004)
- Moartea domnului Lăzărescu (2005)
- Lombarzilor 8 (2006)
- Alexandra (2007)
- Boogie (2007)
- Medalia de onoare (2009)
- Tatăl fantomă (2009)
- Întâlniri încrucișate (2009)
- Casanova - identitate feminină (2010)
- Marți, după Crăciun (2010)
- Periferic (2010)
- Portretul luptătorului la tinerețe (2010) – Cpt. Aran Varlam
- Pozitia Copilului (2013)
- Sieranevada (2016)

### Escenaris
- 2006 - Lombarzilor 8 (serial TV)
- 2009 - Fetele marinarului (serial TV)
- 2012 - Las Fierbinți (serial de televiziune)